# El Plan (Jalisco)
El Plan es una localidad del estado mexicano de Jalisco. Es parte del municipio de Acatlán de Juárez.

## Demografía
| Gráfica de evolución demográfica |
|                                  |

| Censo | Población |
| ----- | --------- |
| 1900  | 316       |
| 1910  | 761       |
| 1921  | 883       |
| 1930  | 512       |
| 1940  | 460       |
| 1950  | 599       |
| 1960  | 863       |
| 1970  | 1 230     |
| 1980  | 1 734     |
| 1990  | 1 514     |
| 2000  | 2 514     |
| 2010  | 2 673     |
| 2020  | 3 039     |